# Panhard & Levassor Type X12
Der Panhard & Levassor Type X12 ist ein Pkw-Modell der 1910er Jahre. Hersteller war Panhard & Levassor in Frankreich.

## Beschreibung
Das Modell entsprach weitgehend dem Vorgänger Type X1.
Die Fahrzeuge haben einen von Arthur Constantin Krebs entwickelten Ottomotor. Im Motorcode „T4F“ steht das „T“ für diesen „Centaure allégé“ genannten Motor und die „4“ für die Anzahl der Zylinder.
Der Vierzylinder-Reihenmotor hat 100 mm Bohrung, 130 mm Hub und 4084 cm³ Hubraum. Er wurde auch 18 CV genannt. Die Leistung des Frontmotors wird über ein Vierganggetriebe und eine Kardanwelle an die Hinterachse übertragen.
Der Radstand beträgt zwischen 277 cm und 313 cm. Bekannt sind Limousinen.
Die Produktion begann im Laufe des Jahres 1912 und endete im September 1913. Im ersten Jahr entstanden 152 Fahrzeuge, von denen 51 in den Export gingen – allerdings sind hier die Zahlen des Vorgängermodells enthalten. 1913 wurden fünf Fahrzeuge gefertigt, von denen zwei exportiert wurden.